# Škrip
Škrip falu Horvátországban, Split-Dalmácia megyében. Közigazgatásilag Supetarhoz tartozik.

## Fekvése
Splittől 21 km-re, községközpontjától légvonalban 5, közúton 9 km-re délkeletre, Brač-sziget északi oldalán, a Splitskáról Nerežišćára vezető út mentén fekszik.

## Története
Škrip Brač szigetének egyik legrégibb települése és ősi székhelye. A Radojković-torony alapfalairól azt tartják, hogy azok i. e. 1500 körül épültek. A település helyén már az i. e. 6. században erődített település állt, melynek első lakói görög telepesek voltak. Az i. e. 4. században a görögök helyét az illírek vették át, akik megalakították első királyságukat. Ebből az időszakból származnak a települést egykor védő, erős falak maradványai, valamint a szigeten több helyen megtalálható halomsírok. A rómaiak az i. e. 1. században foglalták el a szigetet, de a sorozatos felkelések miatt a térséget csak 9-re sikerült konszolidálniuk. A római korból épületmaradványok mellett istenszobrok töredékei kerültek elő. A Radojković-torony alsó része római mauzóleum, melyről a hagyomány azt tartja, hogy Diocletianus római császár felesége és lánya Valeria és Prisca itt vannak eltemetve.
A horvátok a 7. században érkeztek erre a területre, mely a 9. századra egyik törzsük a Cetina és a Neretva között letelepedett neretvánok területe lett. 1000-ben átmenetileg velencei uralom alá került, de a 11. század második felében IV. Krešimir Péter király visszaszerezte a horvát királyságnak. 1102-ben a többi horvát területekkel együtt a horvát-magyar királyok uralma alá került. A következő két évszázadban a magyar, a bizánci és velencei területek határán fekvő sziget belsejében fekvő település élete aránylag nyugodt mederben folyt. 1420-ban Velence egész Dalmáciát megvásárolta a horvátok által akkor elismert horvát-magyar királytól Nápolyi Lászlótól, így Škrip is velencei uralom alá került. A 16. században a közeledő török veszély hatására Cerinić (Cerineo) család felépítette itteni várkastélyát és az ókori falakon felépítették a Radojković-várat, melyet a 17. században sietve bővítettek. A Cerinićek 1570-ben elkészült négyszögletes alaprajzú vára két magas tornyával abban az időben a sziget legnagyobb erődítménye volt.
A településnek Splitskával együtt 1668-ban 258, 1681-ben 211 lakosa volt. A 18. században a lakosság száma folyamatosan emelkedett, 1760-ra már a 400 főt is elérte. A velencei uralomnak 1797-ben vége szakadt és osztrák csapatok vonultak be Dalmáciába. 1806-ban a sziget az osztrákokat legyőző franciák uralma alá került, de Napóleon lipcsei veresége után újra az osztrákoké lett. 1918-ban az új szerb-horvát-szlovén állam, majd később Jugoszlávia része lett. A háború után a szocialista Jugoszláviához tartozott. A település 1991 óta a független Horvátország része. 2011-ben a településnek 172 lakosa volt.

## Népesség
| Lakosság változása | Lakosság változása | Lakosság változása | Lakosság változása | Lakosság változása | Lakosság változása | Lakosság változása | Lakosság változása | Lakosság változása | Lakosság változása | Lakosság változása | Lakosság változása | Lakosság változása | Lakosság változása | Lakosság változása | Lakosság változása |
| ------------------ | ------------------ | ------------------ | ------------------ | ------------------ | ------------------ | ------------------ | ------------------ | ------------------ | ------------------ | ------------------ | ------------------ | ------------------ | ------------------ | ------------------ | ------------------ |
| 1857               | 1869               | 1880               | 1890               | 1900               | 1910               | 1921               | 1931               | 1948               | 1953               | 1961               | 1971               | 1981               | 1991               | 2001               | 2011               |
| 311                | 383                | 416                | 477                | 569                | 472                | 0                  | 446                | 400                | 376                | 374                | 312                | 231                | 206                | 186                | 172                |

## Nevezetességei

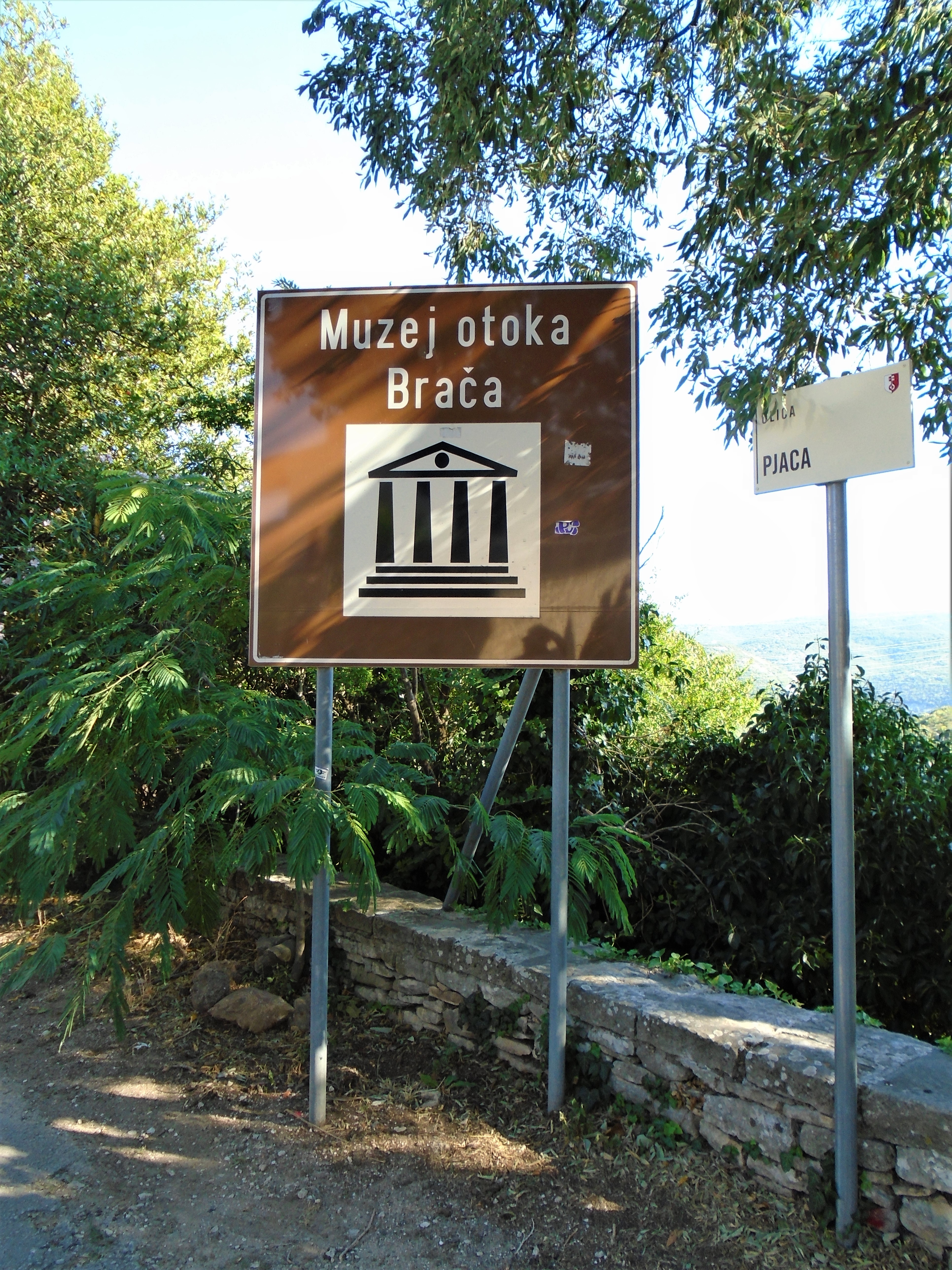
A Brač múzeum emléktáblája

- Az ókori alapokon épített Radojković-torony[4] évi tizenkétezer látogatójával az egyik legtöbbet látogatott múzeum az országban. Alapjai 1500 évvel időszámításunk előtt épültek. Alsó része a római korban épített mauzóleum. A legenda szerint Diocletianus császár feleségének és lányának a nyughelye. Falaira a 16. században várat építettek, melyet a 17. században bővítettek.[5]
- A főtéren áll a Cerinić család 16. századi várkastélya,[6] előtte két római szarkofággal. Négyszögletes alaprajzú építmény magas védőfalakkal és két magas toronnyal, melyek az északnyugati és a délkeleti oldalon állnak. A falakon és a tornyokon minden oldalról puskalőrések láthatók. 1570-ben építtette Mihajlo Cerinić, aki a spliti várat is befejezte. 1618-ban renoválták és a még hiányzó részeket is megépítették. Erre a keleti falon elhelyezett latin nyelvű tábla emlékeztet.
- Szent Ilona tiszteletére szentelt plébániatemplomát[7] 1768-ban kezdték építeni barokk stílusban és a 19. század elején fejezték be. Két legértékesebb képe a Palma által festett Szűzanya a szentekkel és Krisztus keresztre feszítése című alkotásai. A templom azért viseli Szent Ilona nevét, mert az itteni hagyomány új tartja, hogy Nagy Konstantin császár anyja itt született.
- A plébániatemplom mögött a temetőben található a 4. században épített Szentlélek templom.[8] A templom háromhajós, rusztikus épület, melyet a 17. században új apszissal bővítettek. A főhajóban késő reneszánsz profilozású oszlopok vannak elhelyezve, míg a szentély tágas apszisában barázdált reneszánsz félpilaszterek láthatók. A templomban több sír is található.
- A település olajmúzeuma az olívatermesztés és feldolgozás történetét, menetét és hagyományos eszközeit mutatja be. A Cukrov család már modern eszközökkel folytatja családi hagyományokat. A múzeumban kóstolási és vásárlási lehetőség is van.
- A temető szélén áll a 16. században épített reneszánsz Keresztelő Szent János-templom.[9] Egyhajós épület  dongaboltozattal, mely mára ravatalozóvá van átalakítva.

## Oktatás
A település alapiskoláját 1866-ban alapították.